# Кентни
Кентни́ (фр. Quintenic, брет. Kistenid, галло Qeintenit) — коммуна во Франции, находится в регионе Бретань. Департамент — Кот-д’Армор. Входит в состав кантона Ламбаль. Округ коммуны — Сен-Бриё.
Код INSEE коммуны — 22261.

## География
Коммуна расположена приблизительно в 360 км к западу от Парижа, в 75 км северо-западнее Ренна, в 25 км к востоку от Сен-Бриё.

## Население
Население коммуны на 2016 год составляло 366 человек.
| 1962 | 1968 | 1975 | 1982 | 1990 | 1999 | 2008 | 2016 |
| ---- | ---- | ---- | ---- | ---- | ---- | ---- | ---- |
| 264  | 249  | 235  | 222  | 263  | 266  | 319  | 366  |

## Администрация
| Период | Период | Фамилия | Партия                  | Примечания        |
| ------ | ------ | ------- | ----------------------- | ----------------- |
| 1977   | 2010   | Жан Тез | Социалистическая партия |                   |
| 2010   |        | Эрик Ро | Социалистическая партия | торговый работник |

## Экономика

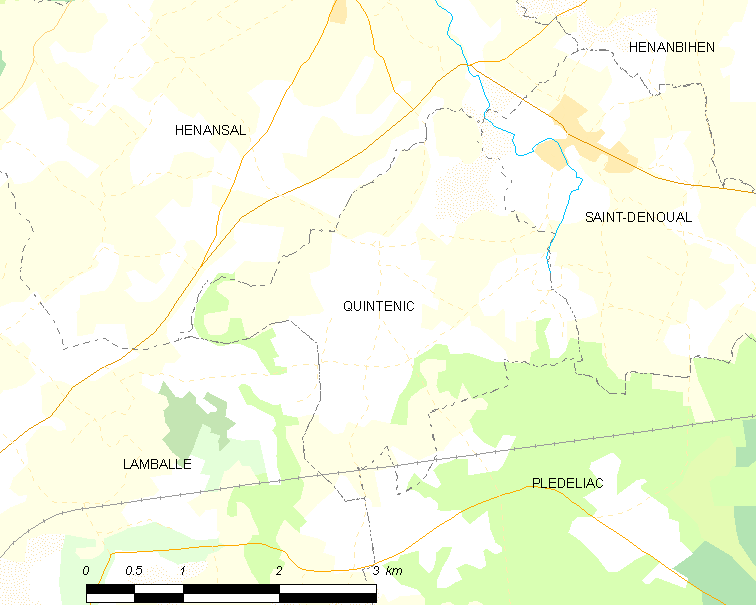
Карта коммуны

В 2007 году среди 212 человек в трудоспособном возрасте (15—64 лет) 166 были экономически активными, 46 — неактивными (показатель активности — 78,3 %, в 1999 году было 68,6 %). Из 166 активных работали 153 человека (92 мужчины и 61 женщина), безработных было 13 (8 мужчин и 5 женщин). Среди 46 неактивных 17 человек были учениками или студентами, 14 — пенсионерами, 15 были неактивными по другим причинам.